# ヒュー・ファルコナー

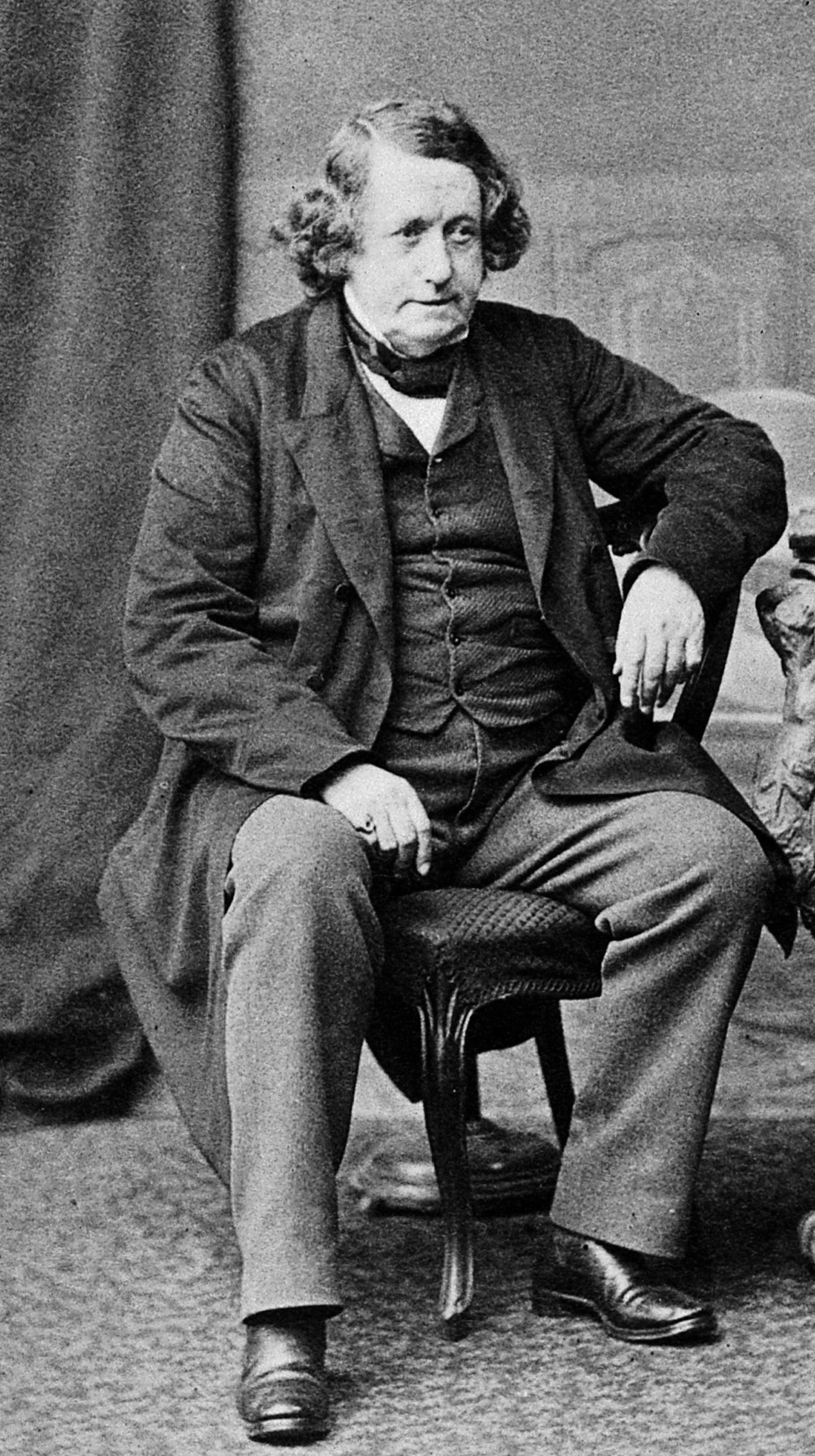
Hugh Falconer

ヒュー・ファルコナー（Hugh Falconer、1808年2月29日 - 1865年1月31日）は、スコットランドの古生物学者、植物学者、地質学者である。インド亜大陸高地の古生物学研究などで知られる。

## 生涯
スコットランドのフォレスに生まれた。アバディーン大学、エディンバラ大学で学んだ。1830年に医師補としてインドに渡った。サハーランプルの植物園の監督者となり、現在のネパールのシワリク山地の古生物研究を行い、プロビー・トマス・コートレーとともに、動物の化石を集めた。ヒマラヤの植物学研究も行い、イギリスでの紅茶の普及にも貢献した。1837年にカーブルへの2度目の探検調査に参加し、この地域の多くの地域を訪ずれた。カシミールを超え、カラコルム山脈の氷河も訪れた。1842年に健康上の理由でイギリスに戻り、シワリク山地の動物化石やイエメンのバブ・エル・マンデブ海峡のペリム島の化石などに関する論文を発表した。
コートレーと共著で主著の "Fauna antiqua Sivalensis"（「シワリク層の古代動物相」）を1846年から1849年の間に発表した。 
1848年からカルカッタ植物園の園長に任じられ、カルカッタ医学校の教授も務めた。1855年にイギリスに戻り、古生物の研究を行った。
1837年にウォラストン・メダルを受賞した。アフガニスタンなどに生息するウシ科の動物 マーコール（Capra falconeri）の学名やトウダイグサ科の植物の属名、Falconeria Royleに献名された。

## 著作
- Hugh Falconer and Proby T. Cautley, Fauna Antiqua Sivalensis, being the Fossil Zoology of the Sewalik Hills, in the North of India, Part I, Proboscidea, London (1846), with a series of 107 plates by G. H. Ford appearing between 1846 and 1849.
- Palæontological memoirs and notes of the late Hugh Falconer, edited, with a biographical sketch, by Charles Murchison, M.D., 2 vols., London, R. Hardwicke (1868). OCLC: 2847098.
- Hugh Falconer, Darwin Correspondence Project: extended bibliography